# Viadana diegomendesi
Viadana diegomendesi  (лат.) — вид кузнечиков из подсемейства Phaneropterinae. Южная Америка: Колумбия. 

## Описание
Кузнечики мелкого размера (длина тела самцов около 1 см; крылья до 3 см, надкрылья 26 мм, заднее бедро до 12 мм). От близких видов отличается строением гениталий. Основная окраска желтовато-зелёная. Головной рострум узкий; передняя часть его верхнего бугорка узкая и довольно короткая (не проецируется вперед по отношению к ее нижнему бугорку). Переднеспинка имеет короткие боковые лопасти.

## Систематика и этимология
Вид включён в состав номинативного подрода Viadana.
Впервые был описан в 2015 году колумбийским биологом Оскаром Кадена-Кастаньедой (Oscar J. Cadena-Castañeda; Universidad Distrital Francisco José de Caldas, Богота, Колумбия) в его совместной работе с российским энтомологом Андреем Васильевичем Гроховым (Зоологический институт РАН, Санкт-Петербург). 
Видовое название V. diegomendesi дано в честь ортоптериста Диего Матеуса де Мелло Мендеса (Diego Matheus de Mello Mendes), специалиста по прямокрылым насекомым.